# Fiorenzo di Lorenzo

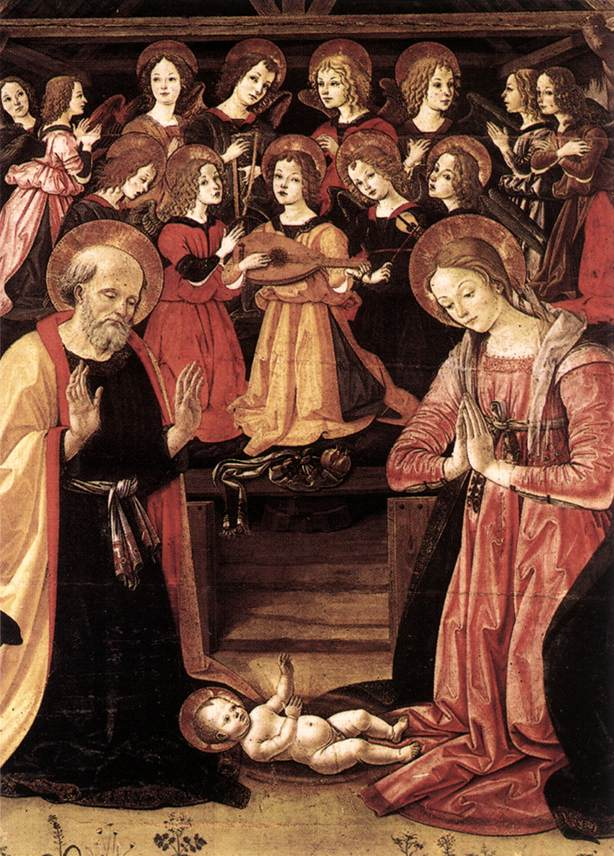
Adoración de los Reyes Magos

Fiorenzo di Lorenzo (Perugia, c. 1445-Perugia, febrero de 1522) fue un pintor renacentista italiano, activo fundamentalmente en su ciudad natal.

## Biografía
Fue hijo de un tal Lorenzo di Cecco, junto al cual aparece mencionado en un documento de 20 de mayo de 1463 relacionado con la elección de capitano del popolo en Perugia. Entre este año y 1469 Fiorenzo aparece mencionado en el registro de pintores perusinos. En 1470 fue tesorero del gremio de pintores y posteriormente prior de la misma asociación (1472).
Estos son algunos de los pocos datos ciertos y documentados de la vida de Fiorenzo, del cual se sabe poco más. Su nombre ha pasado a la posteridad sobre todo por haber sido el maestro de Perugino, aunque Vasari no lo menciona por su nombre. En las primeras obras de Vanucci se pueden observar ciertos manierismos que pueden ser herencia del estilo del maestro, aunque la intensidad emocional que Fiorenzo imprimía a sus obras está muy lejos de la gracia ligeramente afectada de su alumno. No obstante, Di Lorenzo se acercaría en su última época al estilo de Vanucci, mucho más de moda entre la clientela acomodada de la época.
Muy pocas obras pueden ser adscritas con total seguridad al pincel de Fiorenzo. Aunque todavía no hay consenso absoluto sobre lo que puede considerarse el corpus de su obra, se considera que pudo formarse junto a Benedetto Bonfigli y que no fue ajeno a la influencia de Benozzo Gozzoli. Según la crítica más reciente, cierto número de obras tradicionalmente atribuidas a Fiorenzo han sido incluidas dentro de la producción de otro artista umbro, el todavía poco conocido Sante di Apollonio.

## Obras destacadas
- Políptico: Virgen con santos (1472, Galleria Nazionale dell'Umbria, Perugia)
- Virgen de la Misericordia (1476, Galleria Nazionale dell'Umbria, Perugia)
- Adoración de los Reyes Magos (1490, Galleria Nazionale dell'Umbria, Perugia)
- Virgen con el Niño (c. 1500, The Cleveland Museum of Art)